# Illes Mac Donald
Les illes McDonald són un grup rocós format per una illa principal i dos illots o roques (Meyer i Flat, aquesta darrera tocant a l'illa principal o Mac Donald, avui desapareguda coberta per les aigües després de l'erupció del volcà). Gairebé la totalitat de l'illa principal és roca volcànica, amb alguns zona de sorra al nord-oest i nord-est i a la punta de l'est. Són gairebé inaccessibles i únicament valuoses per al seu entorn únic. La seva superfície és de 2,5 km² (abans poc més d'1 km²)
Formen part de la Heard Island and McDonald Islands (HIMI) Marine Reserve, establerta l'octubre del 2002 i ampliada el 28 de març de 2014. Amb relació a les illes, la reserva cobreix totes les seves aigües territorials (12 milles) i extenses zones dins de la zona econòmica exclusiva de 200 milles (els bancs Coral i Aurora i una petita zona al sud-oest del Banc Pike. L'accés a les illes és restringit i de fet si alguna expedició científica s'hi acosta ho fa a l'illa Heard.
Foren descobertes pel capità William McDonald amb el vaixell Samarang, el 4 de gener de 1854. Considerades possessió britànica, foren transferides a Austràlia el 1947. El 26 de desembre de 1947 es va proclamar l'establiment del Territori Australià de Heard i Mac Donald.